# Maria Manrique de Lara

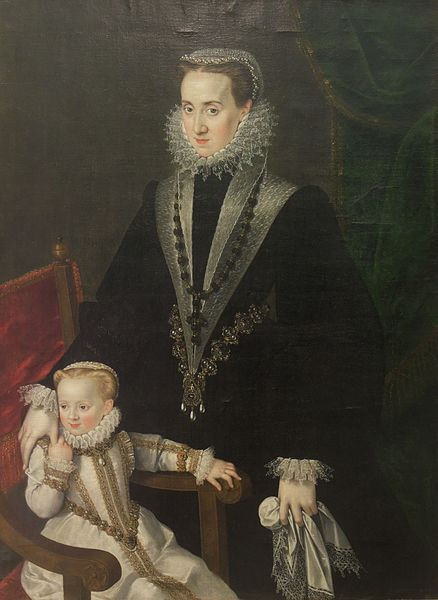
Maria Maximiliana Manrique de Lara mit ihrer Tochter Polyxena

Wappen des Hauses Mendoza (Marquesado de Cañete)

María Maximiliana Manrique de Lara y Briceño (* 1538; † 16. Februar 1608 in Raudnitz an der Elbe, Leitmeritzer Kreis) war eine spanische Adlige und Hofdame.

## Leben
Sie stammte (nach der Urgroßmutter) aus dem spanischen Adelsgeschlecht Manrique de Lara. Ihre Eltern waren der Gouverneur von Parma Garcia Manrique de Lara y de Silva († 1565), aus dem spanischen Adelsgeschlecht Mendoza (Markgrafen von Cañete), und dessen Ehefrau Isabel de Briceño (1567). Maria Manrique de Lara erhielt eine Erziehung durch die Karmeliten. 1554 lernte sie in Spanien ihren zukünftigen Ehemann den böhmischen Adligen Vratislav von Pernstein kennen, der im Gefolge des Erzherzogs Maximilian an der Hochzeit des spanischen Königs Philipp II. mit Maria von England teilnahm. Darauf diente sie Maria von Spanien (1528–1603) als Hofdame. Am 14. September 1555 fand ihre Vermählung in Wien statt. Als Hochzeitsgeschenk brachte sie aus ihrem Heimatland eine Statue, das sogenannte Prager Jesulein, welche ihre Tochter Polyxena den Prager Karmeliten schenkte. Seit 1566 bekleidete ihr Mann das Amt des böhmischen Oberstkanzlers. Der Pernstein-Palais auf dem Hradschin wurde zum Mittelpunkt der vornehmen Prager Gesellschaft und eines sogenannten spanischen Zirkels. Sie war im Besitz einer bedeutenden Büchersammlung, die sie teilweise dem Jesuitenkolleg vermachte (heute Teil der Tschechischen Nationalbibliothek). Maria Manrique de Lara starb 1608 im Alter von 70 Jahren. Ihre Grabstätte befindet sich in der Pernsteinischen Kapelle des St.-Veits-Doms.

## Nachkommen
1. Johanna (1556–1631); ⚭ 1584 Fernando de Aragón y Borja (1546–1592), Herzog von Villahermosa
2. Elisabeth (1557–1609); ⚭ 1578 Albrecht von Fürstenberg (1557–1599)
3. Johann (1561–1597); ⚭ 1587 Anna Maria Manrique de Lara y Mendoza
4. Franziska (* 1565); ⚭ Andrea Matteo Acquaviva d’Aragona Principe di Caserta († 1647)
5. Polyxena (1566–1642); 1. ⚭ 1587 Wilhelm von Rosenberg; 2. ⚭ 1603 Zdenko Adalbert Popel von Lobkowicz
6. Maximilian (1575–1593), Kanoniker in Olmütz, päpstlicher Kammerherr
7. Bibiana († 1616); ⚭ 1598 Francesco Gonzaga di Castiglione (1577–1616)